# Боемунд III (князь Антіохії)
Боемунд III Заїка (фр. Bohémond III le Bègue, бл.1048 — 1201) — князь Антіохії в 1163–1201 роках.

## Життєпис

### Молоді роки
Походив з династії Рамнульфідів. Старший син Раймунда I і Констанції, князя та княгині Антіохії. Народився близько 1148 року в Антіохії. У 1149 році його батько загинув у битві при Інабі. З огляду на малолітство Боемунда, владу зберегла його мати, яка у 1153 році вийшла заміж за Рено де Шатільйона.

### Боротьба з Зенгідами
У 1160 році Боемунд став висувати претензії на владу в Антіохійському князівстві. Втім лише 1163 року за підтримки баронів зміг повалити Констанцію й стати князем Антіохії. Невдовзі спільно з графствами Триполі і Едесса, а також Гі VIII де Лузіньяном виступив в похід проти атабека Нур ад-Діна, в якому християнські володарі зазнали поразки й потрапили в полон. В результаті на час полону регентом Антіохії став єрусалимський король Аморі I. У 1165 року Боемунд III отримав волю за викуп. Цьому також сприяло те, що Антіохійське князівство було васалом Візантії, з якою Нур ад-Дін побоювався вступати у відкритий конфлікт. Того ж року Боемунд III в Константинополі склав васальну присягу імператору Мануїлу I. Після повернення взяв з собою православного патріарха Антіохії Афанасія. У відповідь католицький патріарх Антіохії Аймері Лумізенський залишив Антіохію. 1168 році князь Антіохії передав місто-фортецю Апамею госпитальєрам. 1169 року одружився з донькою Рейнальда де Сент-Валері.
1170 році під час землетрусу значна частина Антіохії була зруйнована. Водночас загинув патріарх Афанасій. Після цього до міста повернувся патріарх Аймері. Того ж року Боемунд III розпочав війну з Млехом, що захопив владу в Кілікії. Останній спирався на союз з Нур ад-Діном. У свою чергу князь Антіохії дістав допомогу від візантійців і короля Єрусалиму. Боротьба з Млехом тривала до 1175 року. Оскільки на той час померла перша дружина князя Антіохії він 1176 року одружився з родичкою візантійського імператора. Того ж року уклав союз з Гумуштегіном, атабеком Алеппо, проти султана Салах ад-Діна. В обмін на військову допомогу Боемунд III домігся звільнення християнських полонених, зокрема його вітчима Рено де Шатільйона. 1177 року князь Антіохії спільно з Раймундом III і очільником хрестоносців Філіппом I, графом Фландрії, виступив проти фортеці Гаренц, на яку Боемунд III претендував за своєю першою дружиною. Облогу перервало прибуття Салах ад-Діна, який заплатив антіохійському князю 50 тис. динарів та половину сіл у сеньйорі Гаренц.

### Війни з Салах ад-Діном і Кілікією
У 1180 році спільно з Раймундом III, графом Триполі, рушив до Єрусалима, намагаючись змусити хворого єрусалимського короля Балдуїна IV влаштувати шлюб його сестри Сибілли з Балдуїном д'Ібелін. Але король влаштував шлюб з Гі де Лузіньяном. Того ж року після смерті візантійського імператора Мануїла I князь Антіохії розірвав шлюб і одружився з антійохійською аристократкою Сибілою. Це збурило духівництво на чолі із патріархом Аймері, який відлучив Боемунда III від церкви, а на Антіохію наклав інтердикт, залишивши місто. Невдовзі почалися бойові дії між антіохійським князем і прихильниками Аймері. За посередництва представників Балдуїна IV було укладено мир між супротивниками. Інтердикт з Антіохії було знято, але відлучення Боемунда III зберігалося до його повернення до законної дружини. Зрештою він розлучився з Сибілою.
Разом з внутрішнім протистоянням Боемунд III опинився у складній зовнішній ситуації. 1182 року уклав союз з Імад ад-Діном II Зенгі, атабеком Алеппо. Втім 1183 року місто було захоплено Салах ад-Діном. Водночас заклав місто Тарс князю Кілікійської Вірменії Рубену III. Невдовзі з останнім почав конфлікт. Зрештою 1185 року Боемунд III заманив князя до Антіохії, де захопив Рубена III у полон. Князь Кілікії погодився сплатити викуп та передати Боемунду III міста Сарвентікара, Талла Гамдуна, Мамістра і Адана. Але невдовзі після звільнення Рубен III відвоював ці міста.
У 1187 році князь Антіохії скористався війною Левона II, короля Кілікії, якого атакували кочові тюрки (туркмени), змусивши того визнати зверхність Антіохійського князівства. Протягом 1187 року Боемунд III вів запеклу боротьбу з туркменами, поки не зміг їх перемогти та відняти награбовану здобич. Того ж року в битві при Хаттіні війська християнських володарів зазнали поразки від султана Салах ад-Діна. Невдовзі помер Раймунд III, граф Триполі, який заповів свої володіння синові Боемунда III — Раймунду III. Водночас став вести перемовини з норманським королем Сицилії Вільгельмом II, щодо визнання його зверхності в обмін на військову допомогу. Натомість тривала боротьба з Салах ад-Діном, який захопив міста уздовж річки Оронт та місто Лаодікею. Зрештою від Антіохійського князівства залишилася Антіохія та порт Св. Симеона. Після цього князь Антіохії уклав перемир'я з мусульманами на один рік. Разом з тим звернувся до Фрідріха I Барбаросси, імператора Священної Римської імперії, із закликом прийти на допомогу християнським державам Близького Сходу.
У 1189 році королі Англії, Франції та Німеччини рушили у Третій хрестовий похід. В той же час Боемунд III спільно з королем Єрусалиму Гі де Лузіньяном намагався організувати оборону Антіохійського князівства і графства Триполі. 1191 року рушив до Лімасола на о. Кипр, де зустрівся з англійським королем Річардом I Левове Серце. Проте згодом Боемунд III не надав істотної допомоги хрестоносцям, оскільки знову вступив у конфлікт з Левоном II. 1192 року Боемунд III уклав з Салах ад-Діном 10-річне перемир'я, що поширилося лише на Антіохію й Триполі.
1194 року Боемунд III одружився вчетверте. Того ж року його було підступно схоплено Левоном II в Баграсі. Того ж року Боемунд III змушений був погодитися на передачу Антіохії Левону II. Проте знать та містяни організували спротив вірменам, до яких долучилися сини князя Антіохії. Внаслідок цього ворог відступив. 1195 році за посередництва єрусалимського короля Генріха Шампанського було укладено мир, за яким Боемунд III відмовлявся від сюзеренітету над Кілікією та передати місто Баграс Левону II.
У 1197 року спільно з Генріхом I, герцогом Брабанту, брав участь у захопленні Бейрута. Втім князь Антіохії вимушений був перервати участь у поході через прибуття Конрада Віттельсбаха, архієпископ Майнцького, який домовився про спадкування Боемунду III його онуком Раймундом-Рубеном. Втім проти цього виступив Боемунд, інший син Боемунда III. Зрештою комуна Антіохії оголосила того спадкоємцем. Після смерті Боемунда III почалася боротьба за Антіохійське князівство між Боемундом IV і Раймундом-Рубеном.

## Родина
1.Дружина — Оргуеллевса, донька Рейнальда де Сен-Валері, сеньйора Гаренца.
Діти:
- Раймунд (д/н—1199), граф Триполі у 1187—1189 роках
- Боемунд (1172—1233), граф Триполі з 1189 року, князь Антіохії з 1201 року

2. Дружина — Теодора, донька Іоанна Дуки Комніна.
Діти:
- Констанція (померла дитиною)
- Філіппа, дружина Балдуїна Патріарха
- Мануїл (1176—1211)

3. Дружина — Сибіла.
Діти:
- Аліса, дружина Гі I Ембріако, сеньйора Гібелета

4. Дружина — Ізабела.
Діти:
- Вільгельм
- Боемунд, сеньйор Ботрона
- Ешива